# Rio Jequié
Rio Jequié är ett vattendrag i Brasilien.   Det ligger i delstaten Bahia, i den östra delen av landet, 1 000 km öster om huvudstaden Brasília.
I omgivningen kring Jequié växer i huvudsak städsegrön lövskog. Området är ganska glesbefolkat, med 23 invånare per kvadratkilometer.